# Língua vadi
A língua Vadi, ou Tsuvadi, é uma língua Kainji falada pelo povo Kambari da Nigéria.
Kakihum (ou Gadi) é um dialeto da língua